# Siklósi János (labdarúgó)
Siklósi János (Soroksár, [forrás?] 1948. szeptember 16. – 2015. augusztus 15.) labdarúgó, hátvéd.

## Pályafutása
1974-ig a VM Egyetértés labdarúgója volt. 1974-ben került az MTK csapatához, amikor a két csapat egyesült MTK-VM néven. 1974 és 1978 között 87 bajnoki mérkőzésen szerepelt kék-fehér színekben és 8 gólt szerzett. Tagja volt az 1977–78-as idényben bronzérmet szerzett csapatnak. Utolsó élvonalbeli mérkőzésén a Pécsi MSC-t 1–0-ra győzte le csapata.

## Sikerei, díjai
- Magyar bajnokság
  - 3.: 1977–78
- Magyar kupa (MNK)
  - döntős: 1976
- Kupagyőztesek Európa-kupája (KEK)
  - negyeddöntős: 1976–77